# Luxon Invitational (London)
Das Luxon Invitational, auch Luxon Pay Invitational, war ein Pokerturnier, das vom 3. bis 5. August 2023 in London ausgetragen wurde. Es war das vierte Einladungsturnier der Triton Poker Series und mit seinem Buy-in von 262.500 US-Dollar eines der teuersten Pokerturniere des Jahres.

## Modus
Das Event wurde im JW Marriott Grosvenor House in London ausgetragen und von der Triton Poker Series veranstaltet. Als Sponsor fungierte die Sofortüberweisungs-Plattform Luxon Pay, die sich auch die Namensrechte am Event sicherte. Gespielt wurde die Variante No Limit Hold’em. Der Buy-in betrug 262.500 US-Dollar, wovon 250.000 US-Dollar im Preispool landeten und der Rest als Turniergebühr an den Veranstalter ging. Zusätzlich war jedem Spieler in den ersten zwölf Leveln bis zu 30 Minuten nach seinem Ausscheiden ein Re-Entry gestattet. Nach dem Triton Million for Charity, Coin Rivet Invitational und einem gleichnamigen Turnier in Kyrenia war es das vierte Einladungsevent der Turnierserie und ähnelte beim Spielsystem seinen Vorgängern: Als Freizeitspieler bzw. Geschäftsmann konnte man vom Veranstalter für das Turnier angefragt werden und anschließend einen Profispieler zum Event einladen. Das gesamte Turnier wurde live und kostenlos auf YouTube und der Livestreaming-Plattform Twitch übertragen.

## Teilnehmer
91 Spieler nahmen am Turnier teil. Darunter befanden sich mit Kristina Holst und Sosia Jiang zwei Frauen.
- Timothy Adams
- Patrik Antonius
- Mikita Badsjakouski
- Nacho Barbero
- Jean-Robert Bellande
- Sammy Bolung
- Chris Brewer
- Daniel Cates
- Karl Chappe-Gatien
- James Chen
- Stephen Chidwick
- Stanley Choi
- Chuck Chu
- Minh Phu Dao
- Seth Davies
- Alfred DeCarolis
- Leonardo Drago
- Daniel Dvoress
- Yuri Dzivielevski
- Matthias Eibinger
- Anson Ewe
- Robert Flink
- Pedro Garagnani
- Sam Greenwood
- Seth Gottlieb
- Sam Grafton
- Ramin Hacıyev
- Isaac Haxton
- Derric Haynie
- Ben Heath
- Kristina Holst
- Fedor Holz
- Phil Ivey
- Sosia Jiang
- Espen Jørstad
- Cary Katz
- Bryn Kenney
- Brian Kim
- Örpen Kısacıkoğlu
- Morten Klein
- Jason Koon
- Kiat Lee
- Keith Lehr
- Chin Lim
- Linus Löliger
- Lun Loon
- Wiktor Malinowski
- David Malka
- Adrián Mateos
- Kayhan Mokri
- Chris Moneymaker
- Chris Moorman
- Phillip Nagy
- Steve O’Dwyer
- Andrew Pantling
- Sean Perry
- Nick Petrangelo
- Paul Phua
- Doug Polk
- Aleksejs Ponakovs
- Punnat Punsri
- Ferdinand Putra
- Andrew Robl
- Rick Salomon
- Ernildo Santos
- Ole Schemion
- Nick Schulman
- Erik Seidel
- Santhosh Shakerchi
- Roger Sippl
- Dan Smith
- Michael Soyza
- Kirk Steele
- Philip Sternheimer
- Johannes Straver
- Santhosh Suvarna
- Daniel Tang
- Kannapong Thanarattrakul
- Jean-Noël Thorel
- Eddie Tran
- Elton Tsang
- Christoph Vogelsang
- Eric Wasserson
- Sean Winter
- Benjamin Wu
- Tan Xuan
- David Yan
- Richard Yong
- Robert Yong
- Wai Yong
- Winfred Yu

## Ergebnisse

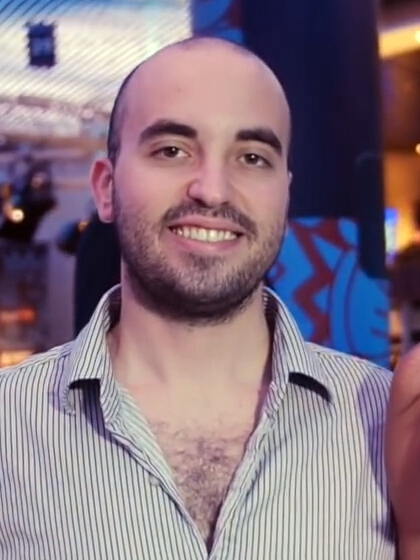
Bryn Kenney (2015)

Von den 91 Teilnehmern kauften sich 27 Spieler erneut ein, womit ein Preispool von 29,5 Millionen US-Dollar generiert wurde. Alle Teilnehmer starteten mit einem Stack von 300.000 Chips. Nach dem ersten Turniertag befanden sich noch 68 Spieler im Event, wobei Sean Perry mit über 1,7 Millionen Chips das Feld anführte. Am zweiten Turniertag wurden mit dem Ausscheiden von Wiktor Malinowski auf Rang 24 die Preisgeldränge erreicht und alle verbliebenen Spieler hatten 342.000 US-Dollar sicher. Der Tag endete mit Erreichen des Finaltischs, den Talal Shakerchi mit über 7 Millionen Chips als Chipleader in den Finaltag führte. Dort sicherte sich Bryn Kenney seinen dritten Titel bei der Triton Series und wurde mit knapp 7 Millionen US-Dollar prämiert.
| Platz | Herkunft               | Spieler             | Preisgeld (in $) |
| ----- | ---------------------- | ------------------- | ---------------- |
| 1     | Vereinigte Staaten     | Bryn Kenney         | 6.860.000        |
| 2     | Vereinigtes Konigreich | Talal Shakerchi     | 4.650.000        |
| 3     | Thailand               | Punnat Punsri       | 3.107.000        |
| 4     | Lettland               | Aleksejs Ponakovs   | 2.540.000        |
| 5     | Vereinigte Staaten     | Chris Moneymaker    | 2.030.000        |
| 6     | Schweden               | Robert Flink        | 1.582.000        |
| 7     | Vereinigte Staaten     | Nick Petrangelo     | 1.170.000        |
| 8     | Norwegen               | Kayhan Mokri        | 0.860.000        |
| 9     | Taiwan                 | James Chen          | 0.680.000        |
| 10    | Deutschland            | Christoph Vogelsang | 0.575.000        |
| 11    | Italien                | Leonardo Drago      | 0.575.000        |
| 12    | Vereinigte Staaten     | Steve O’Dwyer       | 0.501.000        |
| 13    | Vereinigtes Konigreich | Stephen Chidwick    | 0.501.000        |
| 14    | Finnland               | Patrik Antonius     | 0.455.000        |
| 15    | China Volksrepublik    | Tan Xuan            | 0.455.000        |
| 16    | Malaysia               | Kiat Lee            | 0.410.000        |
| 17    | Malaysia               | Paul Phua           | 0.410.000        |
| 18    | Vereinigte Staaten     | Cary Katz           | 0.371.000        |
| 19    | Vereinigte Staaten     | Seth Davies         | 0.371.000        |
| 20    | Indien                 | Santhosh Suvarna    | 0.371.000        |
| 21    | Brasilien              | Pedro Garagnani     | 0.342.000        |
| 22    | Neuseeland             | Sosia Jiang         | 0.342.000        |
| 23    | Vereinigte Staaten     | Jason Koon          | 0.342.000        |